# Yoon Hyun-ji
Yoon Hyun-ji (* 14. Februar 1994 in Pocheon) ist eine südkoreanische Judoka. Sie war Asienmeisterin 2021. Bei Asienspielen gewann sie einmal Bronze.

## Sportliche Karriere
Yoon Hyun-ji kämpft seit 2011 im Halbschwergewicht, der Gewichtsklasse bis 78 Kilogramm. Bei den Juniorenweltmeisterschaften 2011 wurde sie Zweite hinter der Japanerin Mami Umeki. 2012 wurde Yoon Zweite der U20-Asienmeisterschaften.
2015 wurde Yoon Dritte der Asienmeisterschaften. Bei den Weltmeisterschaften 2015 belegte sie den siebten Platz. Nach längerer Pause wurde Yoon 2019 Dritte der Asien-Pazifik-Meisterschaften. Im April 2021 siegte sie bei den Asien-Ozeanienmeisterschaften in Bischkek. Im Juli 2021 bei den Olympischen Spielen in Tokio traten im Halbschwergewicht 24 Kämpferinnen an. Yoon bezwang in ihrem Auftaktkampf Nefeli Papadakis aus den Vereinigten Staaten und im Achtelfinale die Britin Natalie Powell. Im Viertelfinale siegte Yoon zum dritten Mal mit Ippon, diesmal gegen die Niederländerin Guusje Steenhuis. Nach der Halbfinalniederlage gegen die Französin Madeleine Malonga verlor Yoon auch den Kampf um eine Bronzemedaille gegen die Brasilianerin Mayra Aguiar.
Bei den Weltmeisterschaften 2022 in Taschkent schied Yoon im Achtelfinale gegen die Chinesin Ma Zhenzhao aus. Ein Jahr später bei den Weltmeisterschaften 2023 in Doha verlor sie ihren Auftaktkampf gegen die Deutsche Alina Böhm. Bei den 2023 nachgeholten Asienspielen in Hangzhou erkämpfte Yoon eine Bronzemedaille, nachdem sie im Halbfinale gegen die Japanerin Rika Takayama verloren hatte. Im Finale der Asienmeisterschaften 2024 trafen Yoon und Takayama erneut aufeinander und wieder siegte die Japanerin. Bei den Weltmeisterschaften 2024 in Abu Dhabi verlor Yoon im Achtelfinale gegen die Französin Audrey Tcheuméo. Bei den Olympischen Spielen 2024 in Paris schied Yoon im Achtelfinale gegen die Chinesin Ma Zhenzhao aus.